# ヒュー・マセソン (企業家)

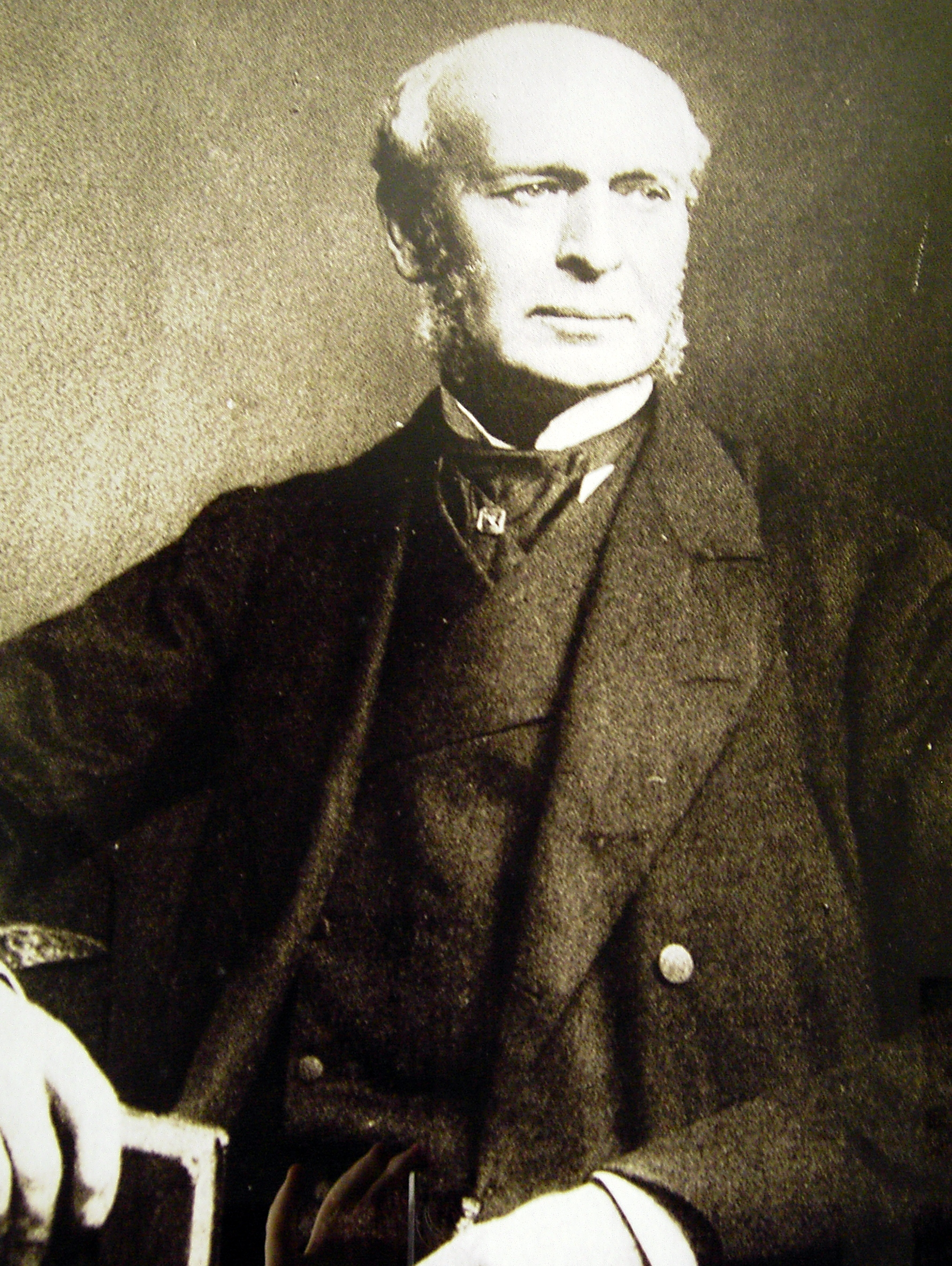
ヒュー・マセソン

ヒュー・マッケイ・マセソン（Hugh Matheson、1821年4月23日-1898年2月8日）は、19世紀のスコットランドの起業家、商人、スコットランド教会の信徒牧師であり、長老派教会の中国への伝道の支援者。
マセソン商会 (Matheson and Company) のシニアパートナー、リオ・ティント鉱業グループの創設社長。

## 生涯

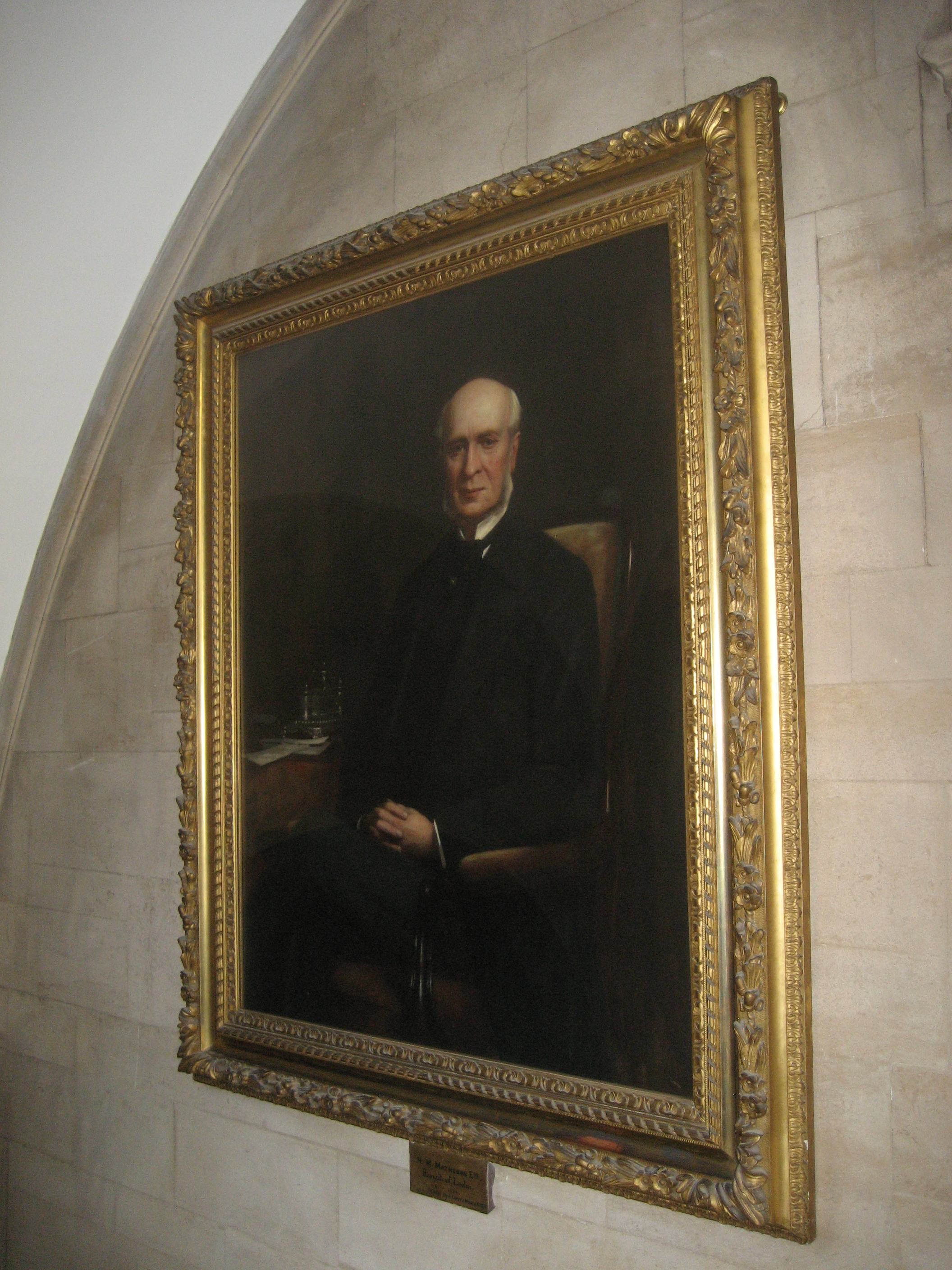
ケンブリッジのウェストミンスター・カレッジに展示されたジェームズ・クーツ・ミシエによるマセソンの肖像

エディンバラで生まれ、スコットランドの裁判所弁護士と法執行副長官を勤めたダンカン・マセソンの次男と生まれる。エジンバラのロイヤル・ハイスクールで教育を受けた後、グラスゴーのジェームズ・ユーイング・アンド・カンパニー事務所で7年間の商業見習いを務めた。グラスゴーに住んでいた間、マセソンはスコットランド教会とセントエノックの安息日学校の敬虔な信徒でした。叔父たちがアジアで興したジャーディン・マセソン商会がアヘン貿易に関わっていることから同商会の活動には批判的で 1843年、叔父から同商会に加わるようにという申し出を断った 。自らマセソン商会を興し、貿易や鉱山開発に関わった。

## 日本との関係
1863年、ジャーディン・マセソン商会横浜支店長のケズウィックから日本人留学生の世話を頼まれ、彼らロンドンのユニバーシティ・カレッジの化学教授であるアレクサンダー・ウィリアムウィリアムソンを紹介するとともに、同大学への聴講学生登録の便宜を計った。この日本人学生は長州藩出身の5人の侍で、伊藤博文と井上馨は早期に帰国したが、山尾庸三と井上勝はマセソンの便宜で約6年間にわたり近代技術を習得した。

## リオ・ティント鉱山の購入

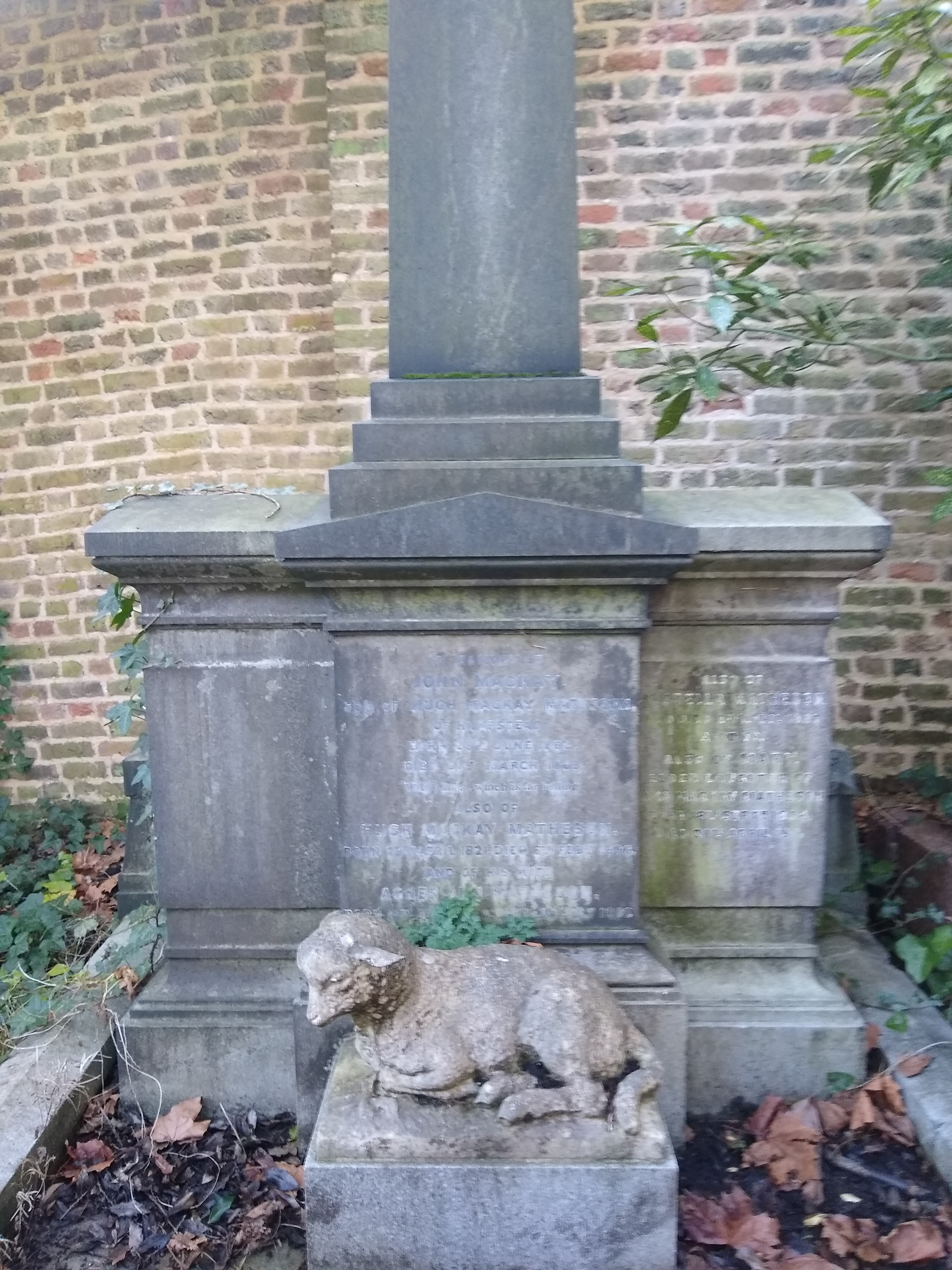
ハイゲート墓地にあるヒュー・マッケイ・マセソンの墓

1873年2月、スペインのウエルバにあるリオ・ティント鉱山をスペイン政府から購入する契約を締結するにあたり、金融シンジケートを結成した。シンジケートは、マセソン商会（24％）、ドイツ銀行（56％）、および鉄道建設会社のクラーク・パンチャード（20％）で構成され、マセソンは同社の初代社長を務めた 。マセソンの下で、リオ・ティントは世界最大の銅生産者になった。 
リオ・ティントの購入のためのマセソン商会の当初の資本の一部は、ジャーディン・マセソン商会からのものだった。ジャーディン・マセソン商会は、数人の家族が上級職を務めた 。

## その後の人生
マセソンは1855年に結婚し、ハムステッドに長年住み、トリニティ長老派教会の信徒リーダーおよびハムステッド・リベラルクラブの会長を務めた。首相を務めたウィリアム・エワート・グラッドストンは、マセソン宅への常連客の一人であった。彼はハイゲート墓地（ウェストサイド）に埋葬された。